# Lotobia pallidiventris
Lotobia pallidiventris är en tvåvingeart som först beskrevs av Johann Wilhelm Meigen 1830.  Lotobia pallidiventris ingår i släktet Lotobia och familjen hoppflugor. Arten har ej påträffats i Sverige. Inga underarter finns listade i Catalogue of Life.